# Accidentul rutier de la Huțani
Accidentul rutier de la Huțani s-a produs la data de 29 iunie 1980 pe DN29 în apropierea satului Huțani, comuna Vlădeni, județul Botoșani, când un autobuz care circula pe ruta Suceava - Botoșani s-a răsturnat de pe un pod într-o mlaștină adâncă. În urma acestui accident au murit 48 de oameni, restul de 35 de pasageri fiind răniți. Este cel mai sângeros accident rutier produs vreodată în România.
Accidentul a avut loc pe 29 iunie 1980, în județul Botoșani, înainte de intrarea în satul Huțani, pe actualul Drum European E58, în zona numită „Șapte poduri”. Autobuzul era plin cu muncitori navetiști, angajați la o fabrică din Suceava. Fiind zi de sărbătoare, autobuzul era supraaglomerat: cu toate că mașina avea o capacitate de 40 de locuri, șoferul a îngrămădit în vehicul 83 de pasageri.

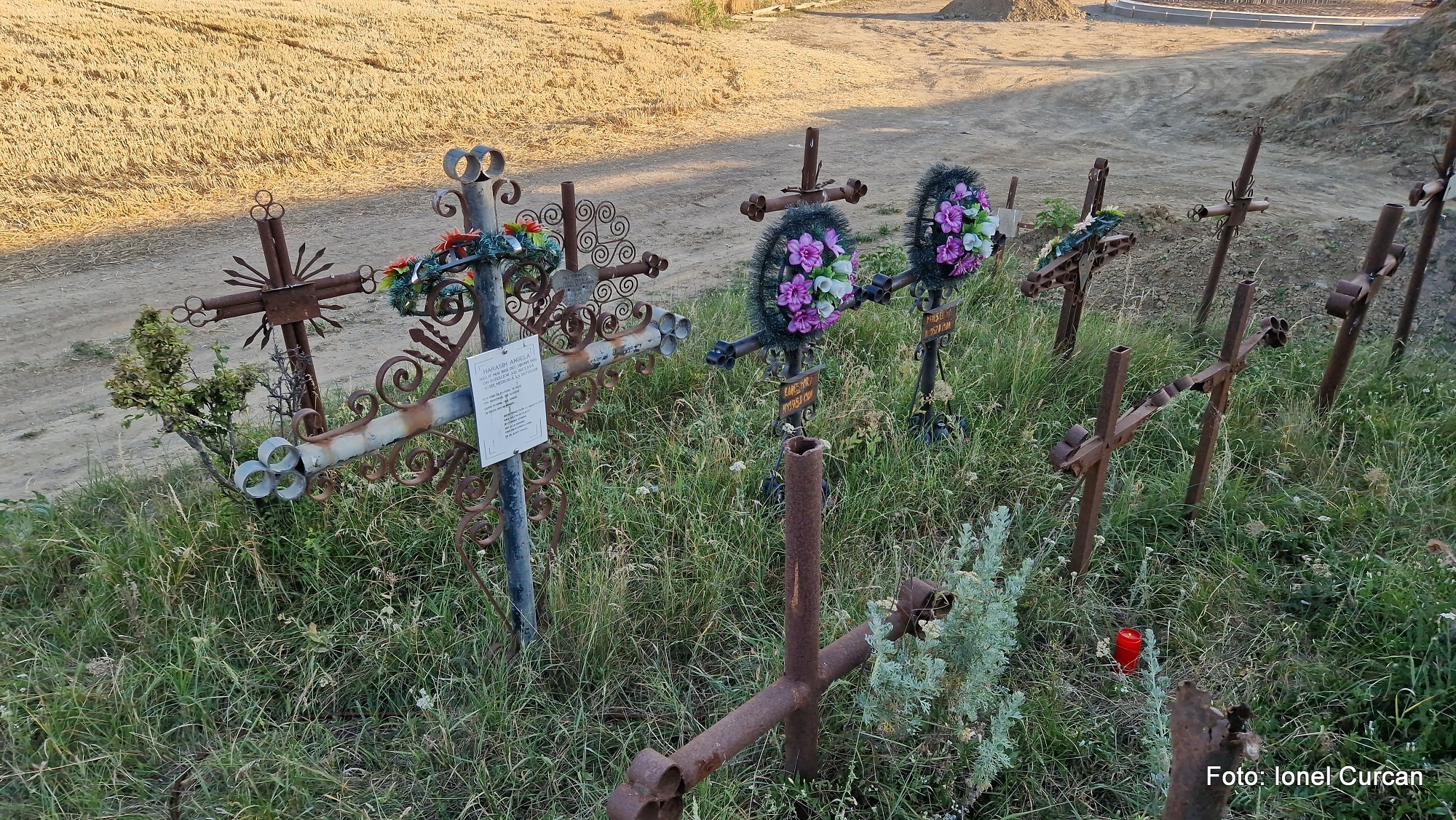

După ce a trecut de podul peste Siret, în drum spre Huțani, la un moment un cauciuc a explodat, iar, autobuzul arhiplin a ieșit de pe șosea, a rupt balustrada unui pod și s-a răsturnat de la circa șase metri înălțime într-o mlaștină adâncă. Din cauza greutății, autobuzul s-a scufundat în mâl, toți cei 83 de oameni văzându-se prinși într-o capcană a morții. Cei mai mulți nu au mai reușit să iasă la suprafață și au murit înecați. Numai 35 de călători au reușit să supraviețuiască, purtând în suflet mărturia celui mai grav accident petrecut vreodată în România.

## Fotogalerie

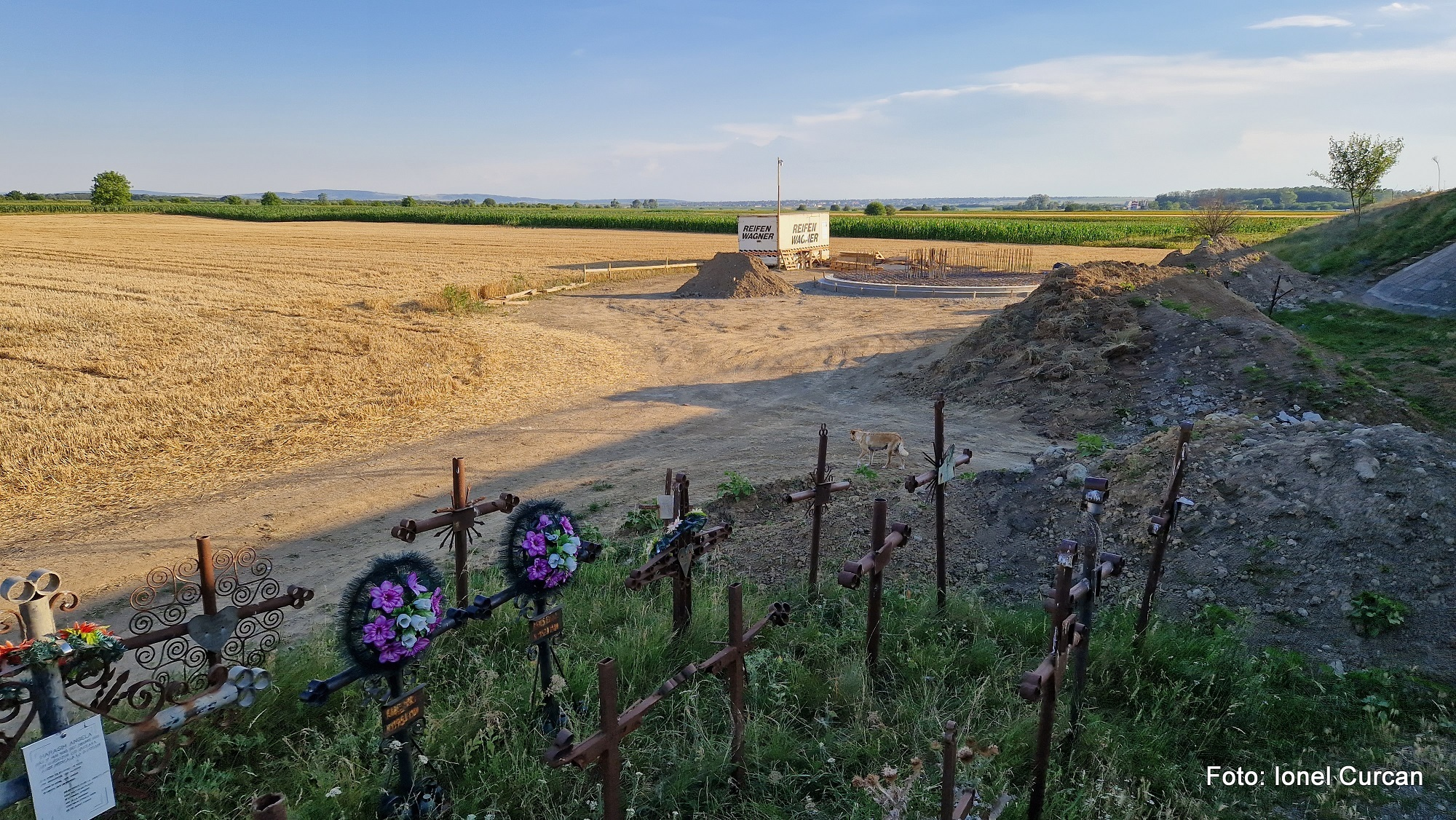
Crucile de la locul tragediei de la Huțani, fotografie realizată după 44 de ani, 29 Iunie 2024
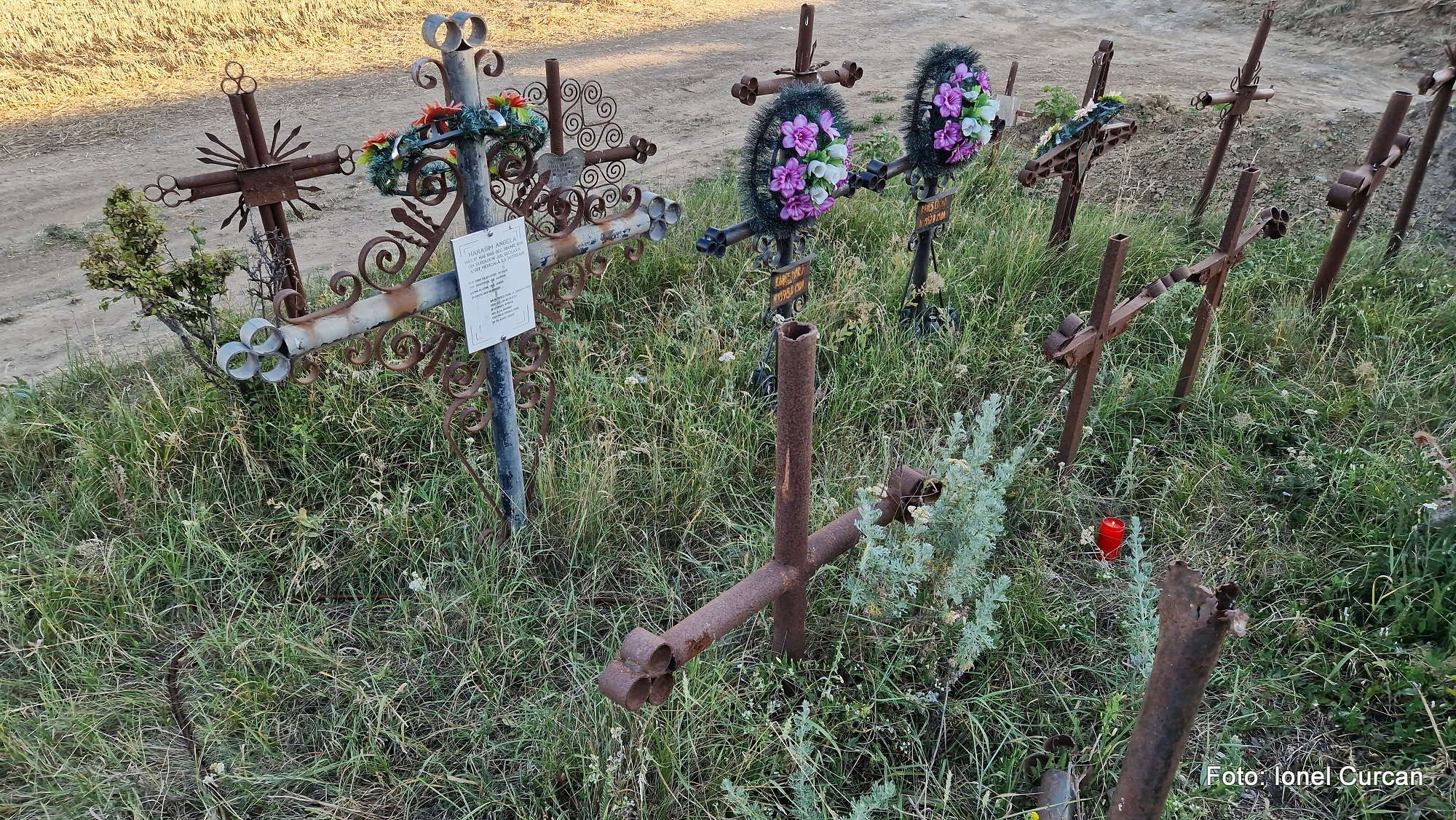
Crucile de la locul tragediei de la Huțani, fotografie realizată după 44 de ani, 29 Iunie 2024
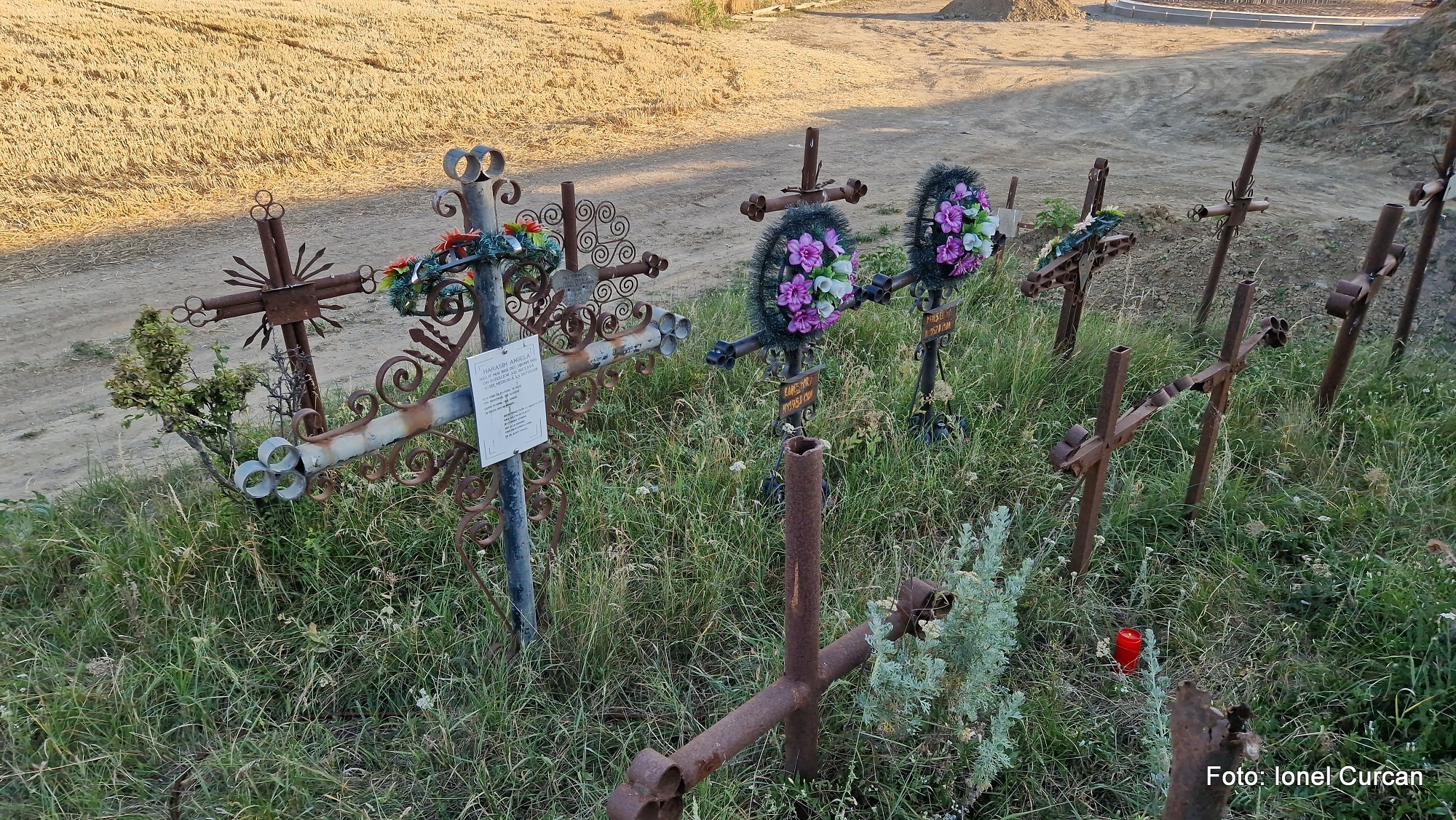
Crucile de la locul tragediei de la Huțani, fotografie realizată după 44 de ani, 29 Iunie 2024